# Gas lacrimogeno

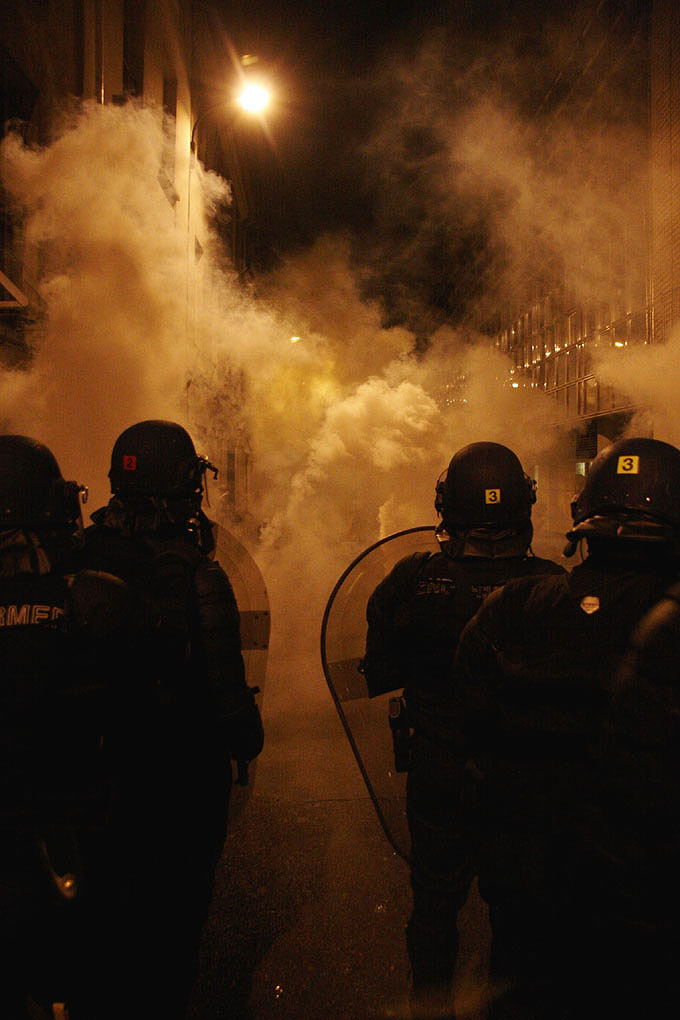
Gas lacrimogeni utilizzati dalle forze di polizia

Il gas lacrimogeno è un aerosol di composti lacrimogeni a tossicità variabile che causa forte lacrimazione e bruciore, difficoltà a tenere gli occhi aperti, tosse, difficoltà respiratorie e a volte vomito. È considerato un'arma chimica, sia pure non letale, usata a scopo di dissuasione e distrazione, non di offesa. Viene utilizzato per disperdere grandi raggruppamenti di persone e dissuaderle da eventuali propositi aggressivi, senza causare loro ferite o danni permanenti.

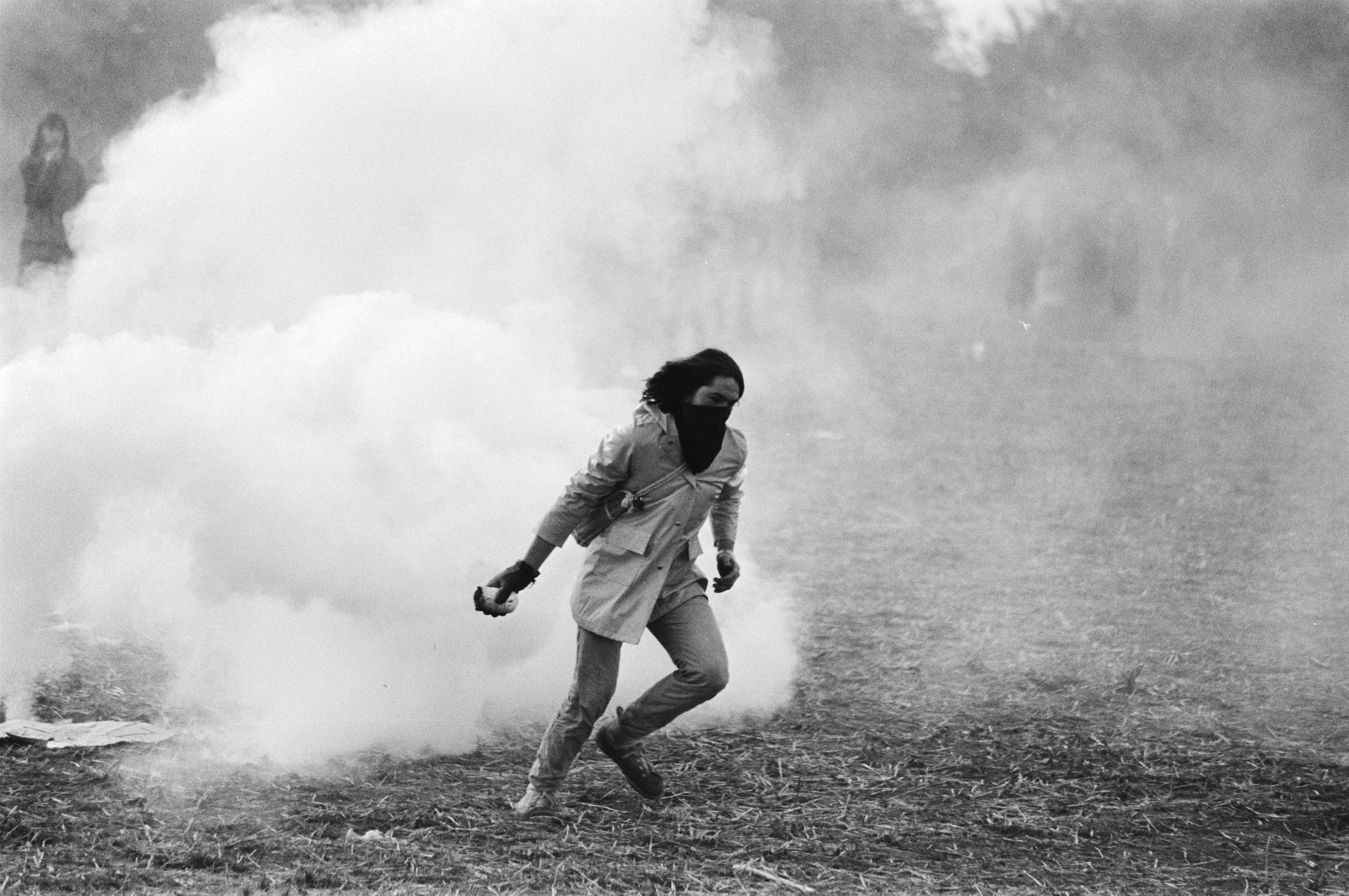
Gas lacrimogeni utilizzati durante una protesta

## Utilizzo

### Forze di polizia
Sono usati dalle forze di polizia di tutto il mondo per controllare manifestazioni di violenza collettiva (o per reprimere e disperdere manifestazioni di protesta non autorizzate): per questo scopo si usano sotto forma di candelotti lacrimogeni, artifizi da lanciare con diversi dispositivi e con fucili. Sono cilindri con una piccola carica termica che, innescata dal lancio o dall'impatto con il suolo, riscalda rapidamente il contenitore e fa evaporare la sostanza lacrimogena, che si rende visibile come un fumo biancastro.
Fra le molte sostanze lacrimogene impiegate, le più usate sono di gran lunga tre:
- Orto-cloro-benzal malonitrile (gas CS)
- Dibenzen(b,f)-1,4-ossiazepina (gas CR)
- Cloroacetofenone (gas CN)

### Difesa personale
Negli ultimi anni si sono diffusi degli spray lacrimogeni per difesa personale, da tenere in tasca o nella borsa: questi spray, essendo destinati a fronteggiare un aggressore molto più motivato di un generico manifestante, hanno additivi che provocano un effetto irritante e doloroso oltre che lacrimogeno.
I primi spray messi in commercio erano basati sul gas CN ed erano denominati Mace, ma attualmente si stanno affermando i cosiddetti spray al peperoncino, basati su derivati della capsicina, il principio attivo del peperoncino (e non del pepe, il quale riceve la sua piccantezza quasi completamente dalla piperina) e altre piante del genere Capsicum: questi spray (detti gas OC, da Oleoresin Capsicum) agiscono come potenti infiammatori ed irritanti, aumentando la trasmissione nervosa degli stimoli dolorosi della pelle e delle mucose, ed hanno un effetto molto più rapido del gas CN.
In italia, l'art 585 del Codice penale assimila alle armi proprie (non comuni da sparo) i gas asfissianti o accecanti; l'art. 704 c.p. (e l'art. 30 TULPS) dice che sono armi i gas asfissianti o accecanti. L'art. 1 L. 110/1975 infine precisa che gli aggressivi chimici sono da considerarsi armi da guerra. Il che significa che il porto e la detenzione di bombolette di gas CS o assimilate costituisce reato in Italia; non è invece così per le bombolette contenenti oleoresin capsicum (olio di peperoncino) che, al più, potrebbero venire ricomprese fra gli oggetti atti ad offendere previsti all'art. 4 L.110/1975.

## La presunta tossicità

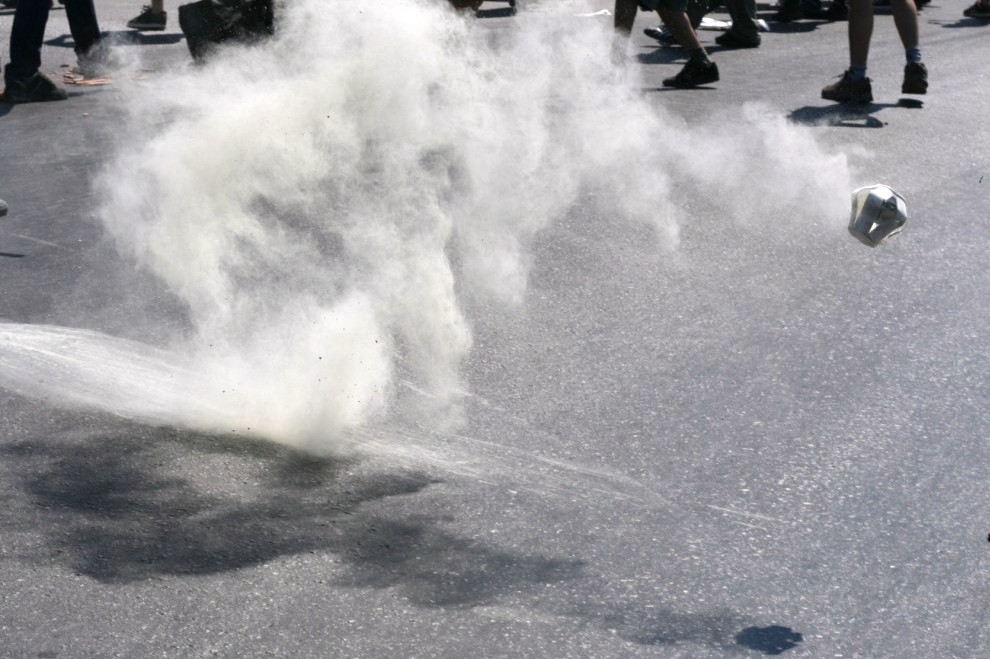
Gas lacrimogeni.

Molti studi sono stati condotti sulla tossicità, la nocività e la durata degli effetti dei gas lacrimogeni, portando a conclusioni piuttosto uniformi. L'effetto dei gas CS, CN e CR dura circa 30 minuti se i soggetti sono colpiti da dosi basse, può arrivare a 45-60 se la dose assorbita è molto forte. I gas e gli spray OC invece hanno effetti fino a 2 ore dopo la contaminazione. Ad alte concentrazioni, tutti e tre i principali gas lacrimogeni manifestano effetti tossici; i gas CS e CR provocano vesciche cutanee e gonfiori, e in caso di inalazione di forti dosi compaiono edema polmonare, congestione, emorragia polmonare. Il gas CN provoca danni alla cornea che vanno da depositi reversibili di acqua a congiuntiviti, fino a ulcerazioni, opacità e neovascolarizzazione.
Esperimenti su animali hanno mostrato che, in seguito a ripetute esposizioni a gas CS, gli animali mostravano tessuti epatici alterati e modifiche infiammatorie alle vie respiratorie, mentre più raramente si evidenziavano danni ai reni. Nel caso che i gas lacrimogeni vengano usati in ambienti chiusi senza che gli occupanti abbiano modo di uscire o disperdere il gas, è possibile che si verifichino delle morti a causa del gas. Già il 28 settembre del 2000 il Prof. Dr. Uwe Heinrich aveva reso pubblico uno studio commissionato da John C. Danforth, teso ad investigare gli effetti causati dall'uso da parte dell'FBI contro il centro "Monte Carmelo" dei davidiani in Texas.

## La legislazione italiana
Il gas CS fa parte dell'equipaggiamento delle forze di polizia italiane dal 1991, con il DPR 5 ottobre 1991, n. 359, (Regolamento che stabilisce i criteri per la determinazione dell'armamento in dotazione all'Amministrazione della pubblica sicurezza e al personale della Polizia di Stato che espleta funzioni di polizia), il quale all'articolo 12, comma 2, recita: "gli artifici sfollagente si distinguono in artifici per lancio a mano e artifici per lancio con idoneo dispositivo o con arma lunga. Entrambi sono costituiti da un involucro contenente una miscela di CS o agenti similari, ad effetto neutralizzante reversibile".
In base alla legge 18 aprile 1975, n.110 (Norme integrative della disciplina vigente per il controllo delle armi, delle munizioni e degli esplosivi), articolo 1, si stabilisce che "Agli effetti delle leggi penali, di quelle di pubblica sicurezza e delle altre disposizioni legislative o regolamentari in materia sono armi da guerra le armi di ogni specie che, per la loro spiccata potenzialità di offesa, sono o possono essere destinate al moderno armamento delle truppe nazionali o estere per l'impiego bellico, nonché le bombe di qualsiasi tipo o parti di esse, gli aggressivi chimici, i congegni bellici micidiali di qualunque natura, le bottiglie o gli involucri esplosivi o incendiari."
Ciò classifica i gas CS come armi di terza categoria, ossia “armi chimiche”; infatti la vigente regolamentazione in materia include in questa categoria tutti i gas, i liquidi e i solidi, che, diffusi nell'area, in acqua o sul terreno, producono negli esseri viventi lesioni di varia natura, da quelle temporanee a quelle permanenti. Tali sostanze si suddividono in asfissianti (cloro, bromo, perossido di azoto), tossiche (acido cianidrico), vescicatorie (iprite), nervine, irritanti (cloroacetofenone), come i gas usati per i lacrimogeni.
I candelotti lacrimogeni sono dunque classificati come "armi chimiche irritanti" e quindi ne è vietato l'utilizzo in guerra (sentenza della Cassazione 30 gennaio 1982), dato che l'uso diretto di armi chimiche, anche non letali, potrebbe (in linea teorica) causare la risposta con armi chimiche mortali da parte del nemico in quanto gli effetti immediati del gas lacrimogeno sono simili a quelli di altre armi chimiche, ma non sono permanenti.
I gas lacrimogeni sono legalmente utilizzati dalle forze di polizia italiane come armi non letali, in caso di necessità durante operazioni di ordine pubblico.